# Wroughton
Wroughton is een civil parish in de unitary authority Swindon, in het Engelse graafschap Wiltshire. De plaats telt 8033 inwoners.

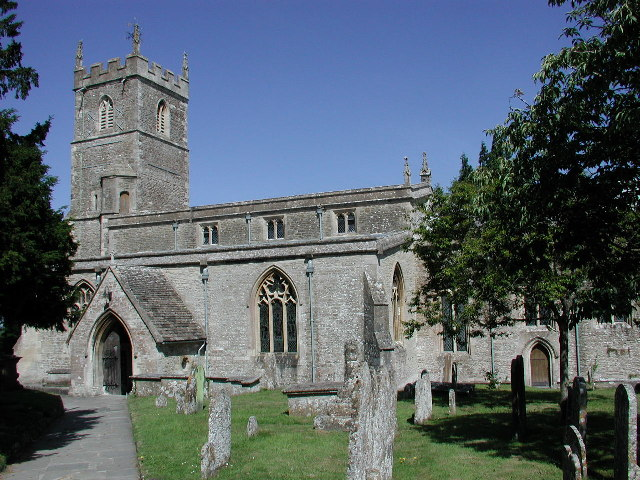
Kerk in Wroughton